# Джим Нілл
Джеймс Едвард Нілл (англ. James Edward Nill; нар. 11 квітня 1958, Ганна, Альберта) — канадський хокеїст, що грав на позиції крайнього нападника. Грав за збірну команду Канади.

## Ігрова кар'єра
Професійну хокейну кар'єру розпочав 1981 року.
1978 року був обраний на драфті НХЛ під 89-м загальним номером командою «Сент-Луїс Блюз».
Протягом професійної клубної ігрової кар'єри, що тривала 10 років, захищав кольори команд «Детройт Ред-Вінгс», «Вінніпег Джетс», «Бостон Брюїнс», «Ванкувер Канакс» та «Сент-Луїс Блюз».
Всього провів 583 матчі в НХЛ, включаючи 59 ігор в плей-оф Кубка Стенлі.
Виступав за збірну Канади.

## Досягнення
В якості тренера;
- Володар Кубка Стенлі (1997, 1998, 2002, 2008)
- Чемпіон світу (2004), (2015)

## Родина
Син Тревор також хокеїст.